# القويجية
القويجية هي مدينة في محافظة مادبا شمال الأردن.